# Área salvaje Weminuche
El área salvaje Weminuche (del inglés: Weminuche Wilderness) es un área salvaje o virgen que se encuentra situada en el suroeste del estado de Colorado, en Estados Unidos. Es administrado por el Servicio Forestal de los Estados Unidos como parte del bosque nacional de San Juan, en la vertiente occidental de la Divisoria Continental, y del bosque nacional del Río Grande, en la vertiente oriental de la divisoria. Está a unas 8,0 km al sureste de la ciudad de Silverton y cerca de 24 km al noreste de Durango. Se compone aproximadamente de 1975,7 km² y es el área salvaje más grande del estado de Colorado.
En el área salvaje se pueden encontrar tres fourteeners (montañas que superan los 14 000 pies de altitud) de las montañas de San Juan —el monte Eolo (4295 m), el pico Sunlight y el pico Windom—, además de numerosos thirteeners (montañas que superan los 13 000 pies) y otros picos notables.
El área salvaje Weminuche se encuentra protegida por el Servicio Forestal de los Estados Unidos.